# 4008 Corbin
4008 Corbin (1977 BY) là một tiểu hành tinh vành đai chính được phát hiện ngày 22 tháng 1 năm 1977 bởi Carlos U. Cesco Station ở Felix Aguilar Observatory.